# Zandvoort
Pour les articles homonymes, voir Zandvoort (homonymie).
Zandvoort aan Zee (en français : Zandvoort-sur-Mer), simplement dénommée Zandvoort, est un village et une commune néerlandaise située en province de Hollande-Septentrionale et bordée par la mer du Nord à l'ouest. Elle se trouve à une vingtaine de kilomètres à l'ouest d'Amsterdam et est une des principales stations balnéaires du pays ; on y trouve une plage naturiste à l'extérieur de la ville.
L'un des circuits automobiles les plus célèbres d'Europe, le circuit de Zandvoort, sur lequel se court le Grand Prix automobile des Pays-Bas, est également l'une des attractions touristiques de la commune. La localité donne également son nom à l'affaire de Zandvoort.

## Personnalités liées à Zandvoort

### Natifs
- Roy Schuiten (°1950, †2006)
- Jan Lammers (°1956)
- Richelle Plantinga (°1999)

### Résidents
- William Merritt Chase (1849-1916), peintre impressionniste américain, séjourne à Zandvoort de 1884 à 1885. Il y peint une de ses pièces maîtresses intitulée Sunlight and Shadow, qui est maintenant exposée au Joselyn Art Museum à Omaha, Nebraska, États-Unis[1].
- Lovis Corinth (1858-1925), artiste peintre allemand, mort à Zandvoort.

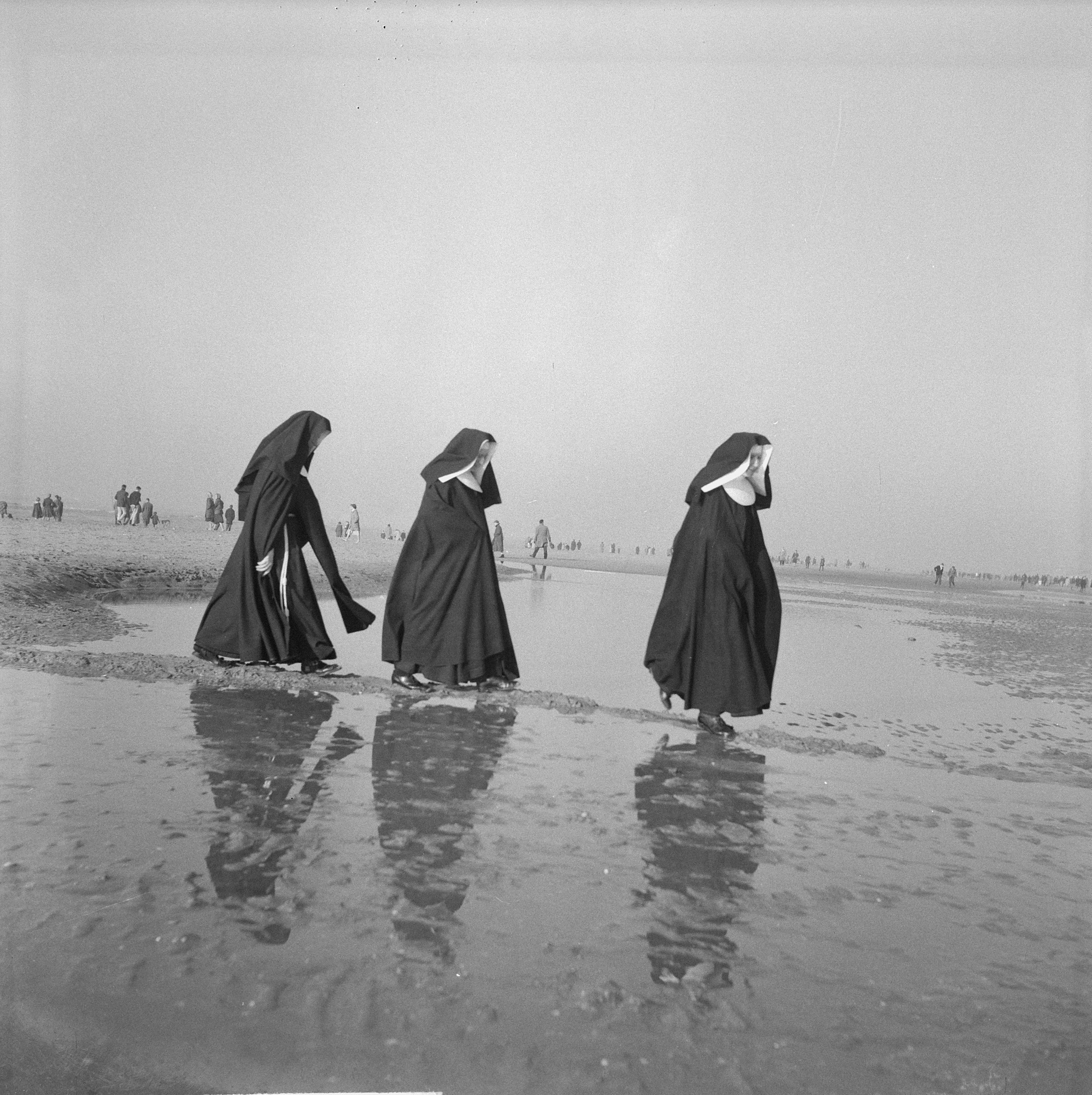
Nonnes sur la plage de Zandvoort (20 février 1961).

## Manifestations sportives
La ville a accueilli les championnats du monde de cyclisme sur route en 1959.